# 1691 en droit
Chronologie en droit

Cet article présente les faits marquants de l'année 1691 en droit.

## Événements
- Avril : loi de Virginie condamnant au bannissement tout individu blanc libre qui se serait marié avec un nègre, un mulâtre ou un Indien[1].
- 16 mai : exécution de Jacob Leisler à New York pour trahison.
- 17 juillet : décret imposant la réduction de la bureaucratie en Espagne, réforme préparée par le comte d’Oropesa[2] ; les fonctionnaires jugés inutiles sont renvoyés avec un demi-traitement[3].
- 7 octobre : octroi de la charte dite de Guillaume et de Marie, ou charte provinciale, réunissant la colonie de la baie du Massachusetts, la colonie de Plymouth, la province du Maine, et la Nouvelle-Écosse (jusqu'en 1696) sous le nom de province de la baie du Massachusetts[4].
- 13 octobre (3 octobre du calendrier julien) : la révolte irlandaise prend fin avec le traité de Limerick. Les derniers insurgés irlandais, commandés par Sarsfield capitulent à Limerick. Plus de 12 000 Irlandais doivent s’exiler en France (les Oies sauvages), tandis que les protestants reçoivent l’intégralité du pouvoir politique, économique et social[5]. Les catholiques ne peuvent détenir ni armes ni chevaux, et les mariages mixtes anglo-irlandais sont interdits.
- 4 décembre : Diploma Leopoldinum minus garantissant les libertés de la Transylvanie. Les privilèges des trois Nations sont confirmés et l’administration du pays est confié à un gouverneur choisit parmi la noblesse locale. La Transylvanie réintègre la monarchie autrichienne[6].